# Cenador de Amós
El Cenador de Amós és un restaurant ubicat en una casa-palau del segle XVIII, a Villaverde de Pontones, un poble de només 350 habitants de Cantàbria, a pocs quilòmetres de Santander, catalogada com a bé d'interès local. El 'Cenador de Amós', dirigit pel xef Jesús Sánchez i la seva dona i jefa de sala Marián Martínez, va obrir les portes el 1993 amb el nom d'Amós, en honor a l'avi del xef, un personatge popular que es dedicava a vendre aliments pels pobles amb un carro i que somiava obrir una fonda. Amb una cuina inspirada en el paisatge càntabre que l'envolta, i amb una carta, que aposta per l'alta gastronomia, l'any 2019 va aconseguir la seva tercera Estrella Michelin.